# (11947) Kimclijsters
Pour les articles homonymes, voir Clijsters.
(11947) Kimclijsters est un astéroïde de la ceinture principale découvert le 15 août 1993 à Caussols par l'astronome belge Éric Elst. Sa désignation provisoire était 1993 PK7.
Il porte le nom de la joueuse de tennis Kim Clijsters.